# اپیمسترول
اپیمسترول (به انگلیسی: Epimestrol) با فرمول شیمیایی C۱۹H۲۶O۳ یک ترکیب شیمیایی با شناسه پاب‌کم ۲۴۴۸۰۹ است. که جرم مولی آن ۳۰۲٫۴۰۷۹۴ g/mol می‌باشد. 